# Lauchheim
Lauchheim város Németországban, Baden-Württemberg tartományban.

## Népesség
| Lakosok száma | 2864 | 3158 | 3270 | 3315 | 3584 | 3977 | 4469 | 4698 | 4680 | 4905 |
|               | 1961 | 1967 | 1974 | 1980 | 1987 | 1993 | 2000 | 2006 | 2013 | 2023 |

## Közlekedés
A település megközelíthető az Aalen–Donauwörth-vasútvonalon.